# Fregaty rakietowe typu Fridtjof Nansen
Fregaty rakietowe typu Fridtjof Nansen – norweskie fregaty rakietowe z których pierwsza jednostka weszła do służby w 2006. Łącznie do 2011 powstało 5 okrętów tego typu, ich łączny koszt wyniósł 21 mld NOK, czyli ok. 3,8 mld USD. Okręty wyposażone są w system kierowania ogniem AEGIS. Pierwsza jednostka, tak jak i cały typ został nazwany na cześć norweskiego badacza bieguna północnego i noblisty Fridtjofa Nansena.

## Historia
Prace nad nowymi fregatami rakietowymi dla Norwegii które miałyby zastąpić fregaty typu Oslo rozpoczęły się w roku 2000. Prowadzono je w ścisłej współpracy z hiszpańską stocznią IZAR i US Navy. Projekt nowych okrętów oparto na hiszpańskich fregatach rakietowych typu Álvaro de Bazán.
W porównaniu to jednostek typu Oslo nowe fregaty charakteryzują się większymi rozmiarami i silniejszym uzbrojeniem. Poprawie uległy warunki bytowe załogi.
Zamówienie na pierwszą jednostkę serii „Fridtjof Nansen” złożono 23 czerwca 2000. Rozpoczęcie budowy okrętu miało miejsce 9 kwietnia 2003. Wodowanie nastąpiło 3 czerwca 2004, wejście do służby 5 kwietnia 2006. Po wejściu do służby okręt został jednostką flagową Norweskiej Marynarki Wojennej. Okręty typu przeznaczone są do ścisłej współpracy z siłami NATO na Atlantyku.
8 listopada 2018 r. fregata „Helge Ingstad” zderzyła się z tankowcem niedaleko Bergen. Okręt doznał dużych uszkodzeń, przy pomocy holowników został zepchnięty na pobliski brzeg. Pomimo prób ratunku, fregata zatonęła 13 listopada 2018.

## Okręty
- „Fridtjof Nansen” (F310) – pierwszy okręt typu, zamówiony 23 czerwca 2000, położenie stępki 9 kwietnia 2003, wodowanie 3 czerwca 2004, wejście do służby 5 kwietnia 2006.
- „Roald Amundsen” (F311) – zamówiony 23 czerwca 2000, położenie stępki 3 czerwca 2004, wodowanie 25 maja 2005, wejście do służby 21 maja 2007.
- „Otto Sverdrup” (F312) – zamówiony 23 czerwca 2000, położenie stępki 25 maja 2005, wodowanie 28 kwietnia 2006, wejście do służby 30 kwietnia 2008.
- „Helge Ingstad” (F313) – zamówiony 23 czerwca 2000, położenie stępki 28 kwietnia 2006, wodowanie 23 listopada 2007, wejście do służby 29 września 2009. Utracony 2018 r.[1]
- „Thor Heyerdahl” (F314) – zamówiony 23 czerwca 2000, położenie stępki 23 listopada 2007, zwodowany 11 lutego 2009 r., wejście do służby 18 stycznia 2011.